# La Malédiction des Dragensblöt
La Malédiction des Dragensblöt est une série de romans d'heroic fantasy de l’écrivaine québécoise Anne Robillard.

## Publication
1. Le Château, Wellan Inc., 2019, 319 p.  (ISBN 978-2-924442-42-5)Réédité aux éditions Michel Lafon en 2020, 329 p. (ISBN 978-2-7499-4256-8), puis par les mêmes éditions au format poche en 2023, 336 p. (ISBN 979-10-224-0612-3)
2. Thorfrid et Brynjulf, Wellan Inc., 2019, 320 p.  (ISBN 978-2-924442-68-5)Réédité aux éditions Michel Lafon en 2020, 327 p. (ISBN 978-2-7499-4257-5), puis par les mêmes éditions au format poche en 2023, 336 p. (ISBN 979-10-224-0631-4)
3. Clara et Lionel, Wellan Inc., 2019, 320 p.  (ISBN 978-2-924442-70-8)Réédité aux éditions Michel Lafon en 2021, 327 p. (ISBN 978-2-7499-4365-7), puis par les mêmes éditions au format poche en 2024, 336 p. (ISBN 979-10-224-0649-9)
4. Esther et Isabel, Wellan Inc., 2020, 344 p.  (ISBN 978-2-924442-72-2)Réédité aux éditions Michel Lafon en 2021, 320 p. (ISBN 978-2-7499-4366-4), puis par les mêmes éditions au format poche en 2024, 336 p. (ISBN 979-10-224-0640-6)
5. Ulrik et Andrew, Wellan Inc., 2020, 344 p.  (ISBN 978-2-924442-74-6)Réédité aux éditions Michel Lafon en 2022, 344 p. (ISBN 978-2-7499-4843-0), puis par les mêmes éditions au format poche en 2024, 352 p. (ISBN 979-10-224-0654-3)
6. Rose et Sortiarie, Wellan Inc., 2020, 325 p.  (ISBN 978-2-924442-76-0)Réédité aux éditions Michel Lafon en 2022, 352 p. (ISBN 978-2-7499-4991-8), puis par les mêmes éditions au format poche en 2025, 352 p. (ISBN 979-10-224-0665-9)
7. Samuel et Emily, Wellan Inc., 2020, 327 p.  (ISBN 978-2-924442-78-4)Réédité aux éditions Michel Lafon en 2023, 341 p. (ISBN 978-2-7499-5246 8)

### Guide
- Le Monde des Dragensblöt et sa terrible malédiction..., Wellan Inc., 2020, 59 p.  (ISBN 978-2-924442-84-5)Écrit avec Claudia Robillard et Aurélie Laget.